# Colți
Colți – wieś w Rumunii, w okręgu Buzău, w gminie Colți. W 2011 roku liczyła 529 mieszkańców.